# Luca Campani
Luca Campani (Montecchio Emilia, 18 febbraio 1990) è un cestista italiano.

## Carriera
Dal 2008 al 2010 ha giocato nella Pallacanestro Reggiana in Legadue; nelle due stagioni successive ha mantenuto la categoria, vestendo la maglia della Fulgor Libertas Forlì. Complessivamente ha disputato 48 partite in Legadue: 7 a Reggio Emilia, 41 a Forlì.
Dal 2012 al 2014 ha militato in Serie A con la Sutor Basket Montegranaro. Nel 2014 si è trasferito alla Vanoli Cremona. Successivamente è entrato a far parte della Pallacanestro Varese in cui ha militato fino all'estate 2017.